# 1827 en musique
| \| • Retour à la chronologie générale de la musique populaire • \| |
| XXIe siècle • XXe siècle • XIXe siècle • XVIIIe siècle XVIIe siècle • XVIe siècle • XVe siècle • XIVe siècle XIIIe siècle • XIIe siècle • XIe siècle • Xe siècle IXe siècle • VIIIe siècle • Haut Moyen Âge • Rome • Grèce |
| • Retour à la chronologie générale de la musique populaire • |

| • Retour à la chronologie générale de la musique populaire • |

| Années de la musique populaire : 1824 - 1825 - 1826 - 1827 - 1828 - 1829 - 1830    |
| Décennies de la musique populaire : 1790 - 1800 - 1810 - 1820 - 1830 - 1840 - 1850 |

## Événements et œuvres
- 11 janvier : création du second Caveau lyonnais, une goguette à Lyon, dont l'existence sera éphémère.
- 13 juillet : création en France de deux musiques de la flotte, orchestres d'harmonie de musique militaire, l'une à Brest, l'autre à Toulon.
- 24 août : publication du poème Rjana Łužica (Belle Lusace) de Handrij Zejler dans la revue Serbska Nowina à Leipzig ; il deviendra hymne national des Sorabes (minorité allemande de langue slave).
- Friedrich Silcher, chanson Muss i denn, muss i denn zum Städtele hinaus, devenue un des airs folkloriques allemands les plus connus et repris en 1960 par Elvis Presley dans Wooden Heart.

## Naissances
- 11 mai : Septimus Winner, auteur américain de chansons (sous son propre nom mais aussi sous les pseudonymes d'Alice Hawthorne, Percy Guyer, Mark Mason, Apsley Street et Paul Stenton) et éditeur de musique, mort en 1902.
- 30 mai : Alexandre Flan, chansonnier, vaudevilliste, poète et goguettier français, mort en 1870.

## Décès

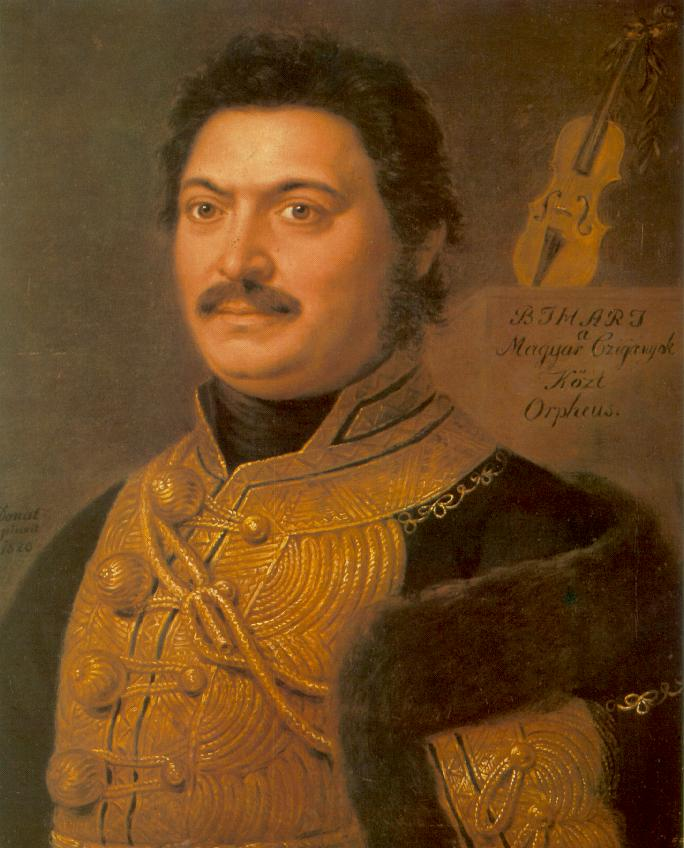
János Bihari, portrait par János Donát (1820).

- 26 avril : János Bihari, violoniste tsigane virtuose, né en 1764.
- 13 août : Jacques-André Jacquelin, auteur dramatique, parolier, chansonnier et goguettier français, né en 1776.